# San Pedro de Cansoles
San Pedro Cansoles es una localidad del municipio de Guardo en la provincia de Palencia, en la comunidad autónoma de Castilla y León, España. Está a una distancia de 9,2 km de Guardo, la capital municipal, en la comarca de Alto Carrión.
La localidad fue parcialmente arrasada por un incendio forestal el 17 de agosto de 2025, tras haber sido evacuada por las fuerzas de seguridad.

## Geografía

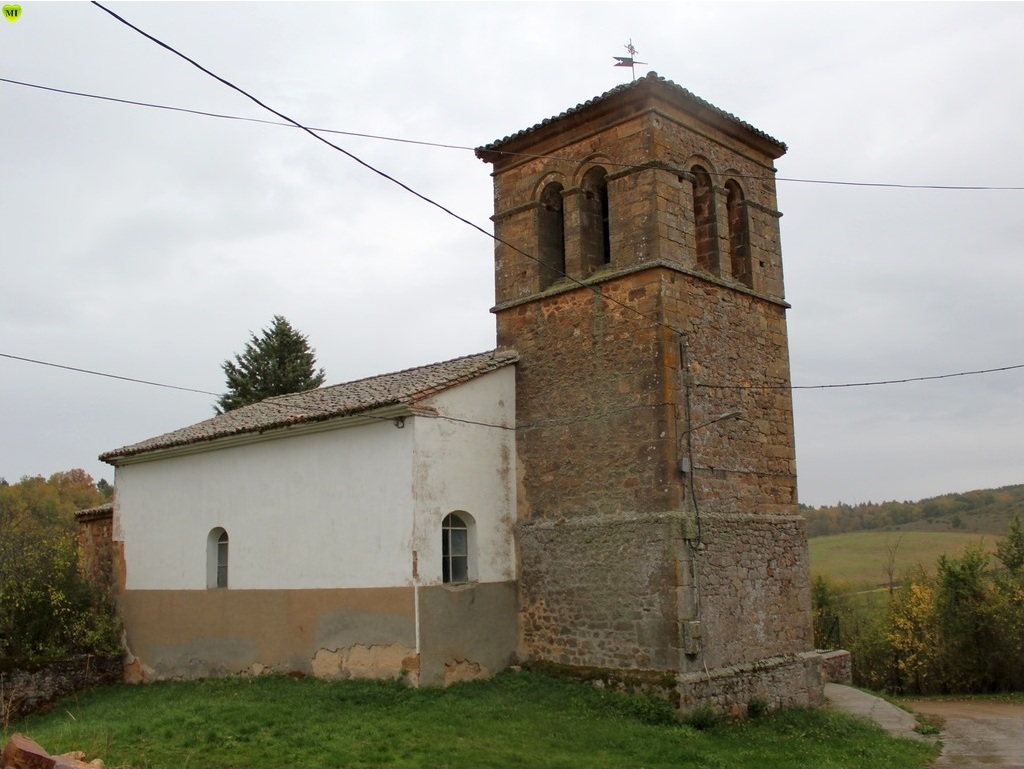
Iglesia de San Pedro

Es el primero o el último de los pueblos palentinos —según se suba o se baje— haciendo el antiguo recorrido la Cañada Real Leonesa Oriental, a través de la cual se comunican los puertos de Valdeburón en la provincia de León con Montemolín en la de Badajoz.
Su topónimo lo vinculan los especialistas con "el campo de sol", donde tuvo importantes posesiones el Monasterio de Sahagún (103) desde el siglo X y ya se le menciona en los documentos de aquella época como “Saneto Pedro de Campo Solís”. 
No escapa tampoco a los ojos de la historia, pues en el año 26 a. C. una de las columnas de Octavio Augusto establece su campamento en San Pedro Cansoles para adentrarse en Liébana.

## Demografía
A fecha de octubre de 2018, los habitantes varían según la época del año. En épocas de invierno, la mayoría de la población se marcha a otras localidades más grandes, debido a las bajas temperaturas y que las nevadas suelen cubrir la carretera principal, en estas épocas, la población es aproximadamente de 3 personas.
En épocas más calurosas, como en verano, las personas regresan a sus casas. Los familiares de estas personas también vienen a pasar el verano, ya que la mayoría de los habitantes superan los 70 años, la población ed de 23 personas aproximadamente.
Evolución de la población en el siglo XXI
| Gráfica de evolución demográfica de San Pedro de Cansoles entre 2000 y 2020 |
|                                                                             |
| Población de derecho (2000-2020) según el padrón municipal del INE          |

## Fiestas

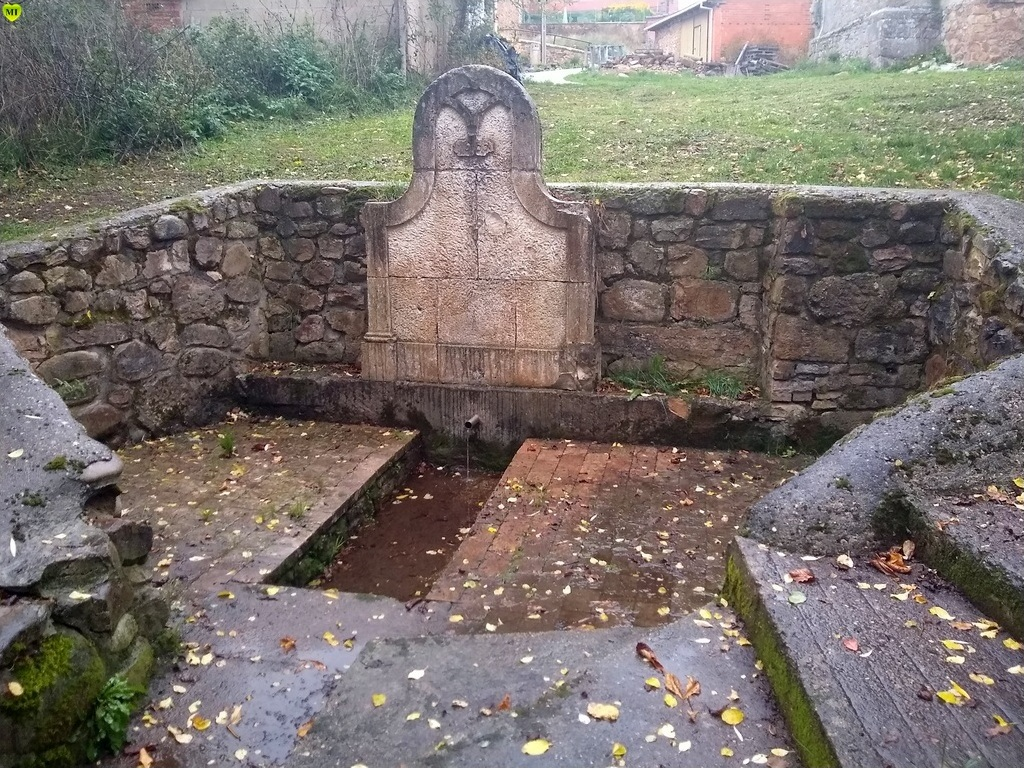
Fuente junto a la iglesia

Su patrón es San Pedro y su fiesta es el último fin de semana de junio, aunque también se celebra una fiesta para los veraneantes a mediados de agosto.

## Historia
A la caída del Antiguo Régimen la localidad se constituye en municipio constitucional, que en el censo de 1842 contaba con 11 hogares y 57 vecinos, para posteriormente integrarse en Guardo.